# Железово-2
Железово-2 (рос. Железово-2) — присілок в Печорському районі Псковської області Російської Федерації.
Населення становить 4 особи. Входить до складу муніципального утворення Лавровська волость.

## Історія
Від 2015 року входить до складу муніципального утворення Лавровська волость.

## Населення
| 2001 | 2002 | 2010 |
| ---- | ---- | ---- |
| 14   | ↘9   | ↘4   |